# مضلعة الأوراق هوكري

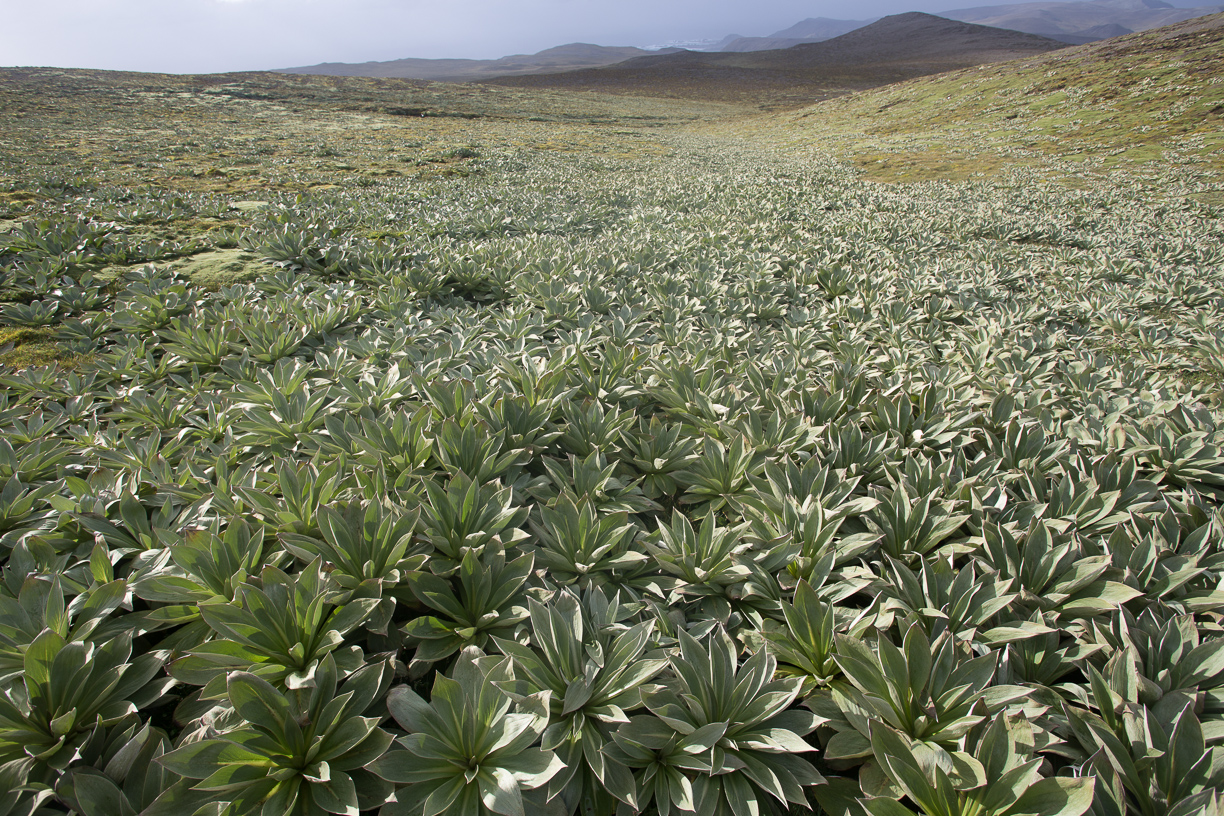
حقل أعشاب نجدي في جزيرة ماكواري تهيمن عليه نباتات مضلعة الأوراق هوكري ذات الأوراق الفضية..

مضلعة الأوراق هوكري (الاسم العلمي: Pleurophyllum hookeri)، المعروفة أيضًا باسم زهرة الأقحوان فضية الأوراق أو عشبة الوردة الخضراء المريمية، هي نبته عشبية من فصيلة النجمية، وموطنها الأصلي جزر أوكلاند وكامبل في شبه القطب الجنوبي في نيوزيلندا وجزيرة ماكواري الأسترالية. يصل ارتفاعها إلى 900 ملم ولها زهور قرمزية وأوراق فضية طويلة وحريرية مع درنة كبيرة تشبه الجزرة وجذور طويلة. كما أنها تتمتع بميزة غير عادية تتمثل في جذع مقلص عموديًا، معظمه تحت الأرض، مما يعمل على إبقاء وردة الورقة قريبة من سطح الأرض وتثبيت النبات بشكل آمن ضد الرياح القوية جدًا وهي نموذجية للجزر الواقعة في شبه القطب الجنوبي. قبل الاستئصال الناجح للثدييات الدخيلة (المُدخلة) إلى جزيرة ماكواري في عام 2011، كانت مهددة بالانقراض من قبل الجرذان السوداء والأرانب الأوروبية.

### الحواش
1. ↑  Briggs et al. (2006).
2. ↑  Shaw et al. (2008).

## روابط خارجية
- Botanical drawing of Pleurophyllum hookeri